# Route 13 (Île-du-Prince-Édouard)
La Route 13 est une route secondaire de 39 km (24 mi) traversant le centre de l'Île-du-Prince-Édouard depuis Crapaud au sud jusqu'à Cavendish au nord. Elle traverse une portion plus rurale de la province. Le segment au sud de Hunter River est appelé la "Hopalong Road."

## Intersections majeures
| Comté                                         | Ville                                    | km                                   | Destinations                                                         | Notes                                              |
| --------------------------------------------- | ---------------------------------------- | ------------------------------------ | -------------------------------------------------------------------- | -------------------------------------------------- |
| Queens                                        | Crapaud                                  | 0,00                                 | Route 1 – Borden-Carleton, Charlottetown                             |                                                    |
| Queens                                        | Crapaud                                  | 0,08                                 | Route 231 nord (Inkerman Road)                                       | Terminus sud de la Route 231                       |
| Queens                                        | Kellys Cross                             | 6,90                                 | Route 246 (Maplewood Road / South Mellville Road)                    |                                                    |
| Queens                                        |                                          | 12,10                                | Route 235 est (Kingston Road)                                        | Terminus ouest de la Route 235                     |
| Queens                                        | 15,20                                    | Route 225 – Kinkora, North Wiltshire |                                                                      |                                                    |
| Queens                                        | 16,60                                    | Route 227 (Johnston Road)            |                                                                      |                                                    |
| Queens                                        | Hunter River                             | 21,40                                | Route 2 – Summerside, Charlottetown                                  |                                                    |
| Queens                                        | Hunter River                             | 21,90                                | Route 251 est (Bungey Road)                                          | Terminus ouest de la Route 251                     |
| Queens                                        |                                          | 27,10                                | Route 224 ouest (St. Marys Road)                                     | Terminus sud du multiplex avec la Route 224        |
| Queens                                        | New Glasgow                              | 28,00                                | Route 224 est (New Glasgow Road)                                     | Terminus nord du multiplex avec la Route 224       |
| Queens                                        | Mayfield                                 | 32,70                                | Route 269 est (Line Road) – North Rustico                            | Terminus ouest de la Route 269                     |
| Queens                                        |                                          | 33,50                                | Route 241 ouest – Toronto                                            | Terminus est de la Route 241                       |
| Queens                                        | Cavendish                                | 37,70                                | Route 6 (Cavendish Road) – Stanley Bridge, Kensington, North Rustico |                                                    |
| Queens                                        | Parc national de l'Île-du-Prince-Édouard | 38,80                                | West Gulf Shore Parkway                                              | La route continue vers l'est dans le Parc national |
| - Terminus de multiplex - Transition de route |                                          |                                      |                                                                      |                                                    |